# Фауланд, Александер
Александер Фауланд (нем. Alexander Fauland; род. 27 июля 1964) — австрийский шахматист, международный мастер (1988).
Чемпион Австрии (1989 и 1994).
В составе национальной сборной участник 2-х Олимпиад (1988, 1990) и 9-го командного чемпионата Европы (1989) в Хайфе.
После 15-летнего перерыва в турнирах Фауланд вернулся в спортивные шахматы в 2010 году и сразу занял третье место на чемпионате Австрии.

## Изменения рейтинга
Самый высокий рейтинг Эло составил 2480 в январе 1990 года.
| Графики недоступны из-за технических проблем. См. информацию на Фабрикаторе и на mediawiki.org. |